# Tokmac Nguen
Tokmac Chol Nguen (Kakuma, 1993. október 20. –) kenyai születésű norvég válogatott labdarúgó, 2024 márciusa óta a svéd Djurgårdens játékosa.

## Gyermekkora
Tokmac dél-szudáni származású apa és etióp anya gyermekeként egy kenyai menekülttáborban született. Ötéves korában került Norvégiába.

## Pályafutása

### Klubcsapatokban

#### Strømsgodset IF
Tokmac a  Strømsgodset IF csapatában nevelkedett, majd mutatkozott be a norvég első osztályban 2011. augusztus 28-án.
A 2012-es szezonban egy súlyos sérülés miatt mindössze négy percet játszott egyetlen mérkőzésen. A következő szezonban két mérkőzésen csereként 17 percet töltött a pályán. 2014-ben három bajnokin összesen 74 perc játéklehetőséget kapott csereként.
2015-ben a Strømsgodset kölcsönadta a másodosztályú Bærumnak. A 2015-ös szezont szintén kölcsönben töltötte az élvonalbeli Mjøndalennél.
A 2016-os idénytől vált a Strømsgodset meghatározó játékosává, 91 tétmérkőzésen 19 gólt szerzett és 17 gólpasszt adott a klub színeiben, 2018-ban Norvég Kupa-döntős volt.

#### Ferencvárosi TC

###### 2019–2020-as szezon
2019 januárjában a Ferencváros igazolta le. A bajnokságban 12 mérkőzésen 4 gólt szerzett, az aranyérmes csapat tagja lett.
2019. július 10-én a Bajnokok Ligája-selejtező első körében a bolgár Ludogorec együttese elleni első mérkőzésén ő szerezte az első gólt (2–1). A visszavágón Razgradban – a 3–2-re megnyert mérkőzésen – a harmadik ferencvárosi gólt ő lőtte. Július 30-án a máltai Valletta elleni idegenbeli 1–1-re végződő mérkőzésen az egyenlítő gólt ő szerezte. Az Európa-liga csoportkörébe jutó csapatban mind a hat mérkőzésen pályára lépett, a nemzetközi kupában összesen 14 mérkőzésen négyszer volt eredményes.
Első gólját az OTP Bank Ligában február 23-án szerezte a Puskás Akadémia elleni 4-0-ás győzelem alkalmával. Április 4-én ismét betalált, ezúttal a Paks elleni hazai győzelem során. A bajnokság 29. fordulójában gólt lőtt a MOL Vidi FC ellen szerezte meg a vezetést a 7. percben.  A 2019–2020-as bajnoki idény őszi felében 13 találkozón ötször talált az ellenfelek kapujába, a Nemzeti Sport osztályzatai alapján ő lett a bajnokság legjobb mezőnyjátékosa. Az idényt harminc mérkőzésen szerzett nyolc góllal zárta és újabb bajnoki címet szerzett csapatával, ezenfelül bekerült a Nemzeti Sport év végi álomcsapatába is.

###### 2020–2021-es szezon
A 2020–2021-es Bajnokok Ligája selejtezőjében duplázott a svéd Djurgårdens ellen, míg a skót Celtic elleni párharc során ő szerezte csapata győzelmet és továbbjutást eredményező gólját. A selejtezőkör 3. fordulójában a horvát Dinamo Zagreb ellen gólpasszt jegyzett, így a csapata 2–1-es sikert aratott, és ezzel a BL rájátszásába került, majd a Molde ellen bejutott a csoportkörbe. A csoportkörben október 20-án tizenegyest és piros lapot harcolt ki csapatának, de végül 5–1-re alulmaradtak a Camp Nou-ban. Október 28-án gólt lőtt a Dinamo Kijev elleni 2–2-es hazai Bajnokok Ligája csoportmérkőzésen. A Juventus elleni idegenbeli, 2–1-re elveszített találkozón az ő megpattanó beadásából szerzett vezetést Myrto Uzuni. A csoportot az FTC a negyedik helyen zárta.
A 2020–2021-es bajnokság 4. fordulójában mesterhármast szerzett a Paks ellen 5–0-ra megnyert mérkőzésen. A 8. fordulóban lejátszott és 2–0-ra megnyert Újpest elleni rangadón ő szerezte csapata első gólját. A 10. fordulóban gólt szerzett a Mezőkövesd elleni hazai bajnokin. November 28-án a védelem hibáját kihasználva talált kapuba az MTK ellen. Február 7-én a MOL Fehérvár ellen talált be ismét. Az Újpest elleni derbin is betalált, és ezzel a Ferencváros bebiztosította a 2020–2021-es magyar bajnoki címet.
A 2020-as Magyar Aranylabda-szavazáson az év legjobb NB I-es játékosának választották, két csapattársát, Dibusz Dénest és Sigér Dávidot megelőzve.

###### 2021–2022-es szezon
A szezont egy FC Prishtina elleni góllal indította a Bajnokok Ligája selejtezőjének első fordulójában, hazai pályán. Idegenben pedig egy megindulás után gólpasszt adott Myrto Uzuninak. A következő selejtezőn is betalált, a második gólt szerezte a Žalgiris Vilnius ellen, a Groupama Arénában. Végül az Európa-liga csoportkörébe jutott a csapat. A csoportkörben a Bayer Leverkusen ellen idegenben, az ő passzából Ryan Mmaee volt eredményes, de végül 2–1-re alulmaradtak.
Szeptember 11-én az ő góljával győzték le a Budapest Honvédot idegenben. Szeptember 26-án ismét betalált, ezúttal az Újpest elleni 3–1-es siker alkalmával. A 11. fordulóban, a Gyirmót FC otthonában szerzett gólt, ami csapata 2. találata volt. A Mezőkövesd ellen, a 14. fordulóban is a hálóba lőtt. Március 1-én a Magyar labdarúgókupa negyeddöntőjében ő lőtte tovább a csapatot a Budapest Honvéd ellen. A Magyar labdarúgó-bajnokság 23. fordulójában gólt szerzett a hosszabbításban a Kisvárda ellen. Március 18-án az ő találatával győzték le a Mezőkövesdet hazai pályán. A DVSC elleni bajnokin újból gólt lőtt, az ő góljával szereztek vezetést.  2022. április 24-én az NB I 29. fordulójában játszotta 100. bajnoki mérkőzését az FTC-ben. Gólszerzőként hozzájárult az Újpest 2–1-es legyőzéséhez, a meccs után a klub 33., míg saját maga 4. bajnoki címét ünnepelhették. Május 4-én büntetőből volt eredményes a ZTE ellen 5–3-ra megnyert mérkőzésen. 2022. május 24-én meghosszabbította a szerződését a Ferencvárossal 2025-ig.

###### 2022–2023-as szezon
A Tobil Kosztanaj elleni Bajnokok Ligája selejtezőn gólpasszt adott Adama Traorénak. A Slovan Bratislava elleni párharc hazai mérkőzésén Kristoffer Zachariassen elé tálalt, ezzel megszerezve a vezetést. 2022. szeptember 8-án az Európa-liga első fordulójában két góllal és egy gólpasszal vette ki a részét a török Trabzonspor 3–2-es legyőzéséből.

#### Djurgårdens IF
2024. március 25-én a svéd Djurgårdens kétéves szerződést kötött vele.

### A válogatottban
Egy-egy mérkőzést játszott a norvég U18-as és U19-es korosztályos válogatottakban.
2019 szeptemberében meghívták a dél-szudáni válogatott keretébe. Egy évvel később a norvég válogatott keretébe is meghívót kapott.
2021. március 24-én Gibraltár csapata ellen mutatkozott be a norvég felnőtt válogatottban; a 62. percben 3–0-s norvég vezetésnél állt be csereként.

#### Mérkőzései a norvég válogatottban
megjegyzés Az eredmények a norvég válogatott szemszögéből értendők.
| #  | Dátum             | Ellenfél  | Eredmény | Kiírás       | Esemény |
| -- | ----------------- | --------- | -------- | ------------ | ------- |
| 1. | 2021. március 24. | Gibraltár | 3 – 0    | Vb-selejtező | 62'     |

## Sikerei, díjai
Strømsgodset
- Norvég bajnok: 2013

 Ferencváros
- Magyar bajnok (6): 2018–19,[54] 2019–20,[55] 2020–21,[56] 2021–22,[57] 2022–23,[58] 2023–24
- Magyar kupagyőztes (1): 2022[59]

## Statisztika

### Klubcsapatokban
2023. december 17-én frissítve.
| Klub                   | Szezon   | Liga            | Liga  | Kupa            | Kupa  | Ligakupa        | Ligakupa | Európai         | Európai | Összesen        | Összesen |
| Klub                   | Szezon   | Pályára lépések | Gólok | Pályára lépések | Gólok | Pályára lépések | Gólok    | Pályára lépések | Gólok   | Pályára lépések | Gólok    |
| ---------------------- | -------- | --------------- | ----- | --------------- | ----- | --------------- | -------- | --------------- | ------- | --------------- | -------- |
| Strømsgodset           | 2011     | 1               | 0     | 0               | 0     | -               | -        | -               | -       | 1               | 0        |
| Strømsgodset           | 2012     | 1               | 0     | 0               | 0     | -               | -        | -               | -       | 1               | 0        |
| Strømsgodset           | 2013     | 2               | 0     | 0               | 0     | -               | -        | -               | -       | 2               | 0        |
| Strømsgodset           | 2014     | 3               | 0     | 1               | 0     | -               | -        | -               | -       | 4               | 0        |
| Strømsgodset           | 2015     | 1               | 0     | 1               | 0     | -               | -        | -               | -       | 2               | 0        |
| Strømsgodset           | 2016     | 14              | 3     | 4               | 3     | -               | -        | -               | -       | 18              | 6        |
| Strømsgodset           | 2017     | 28              | 6     | 2               | 0     | -               | -        | -               | -       | 30              | 6        |
| Strømsgodset           | 2018     | 28              | 7     | 5               | 0     | -               | -        | -               | -       | 33              | 7        |
| Strømsgodset           | Összesen | 78              | 16    | 13              | 3     | -               | -        | -               | -       | 91              | 19       |
| Bærum (kölcsönben)     |          |                 |       |                 |       |                 |          |                 |         |                 |          |
| 2014                   | 11       | 2               | 0     | 0               | -     | -               | -        | -               | 11      | 2               |          |
| Összesen               | 11       | 2               | 0     | 0               | -     | -               | -        | -               | 11      | 2               |          |
| Mjøndalen (kölcsönben) |          |                 |       |                 |       |                 |          |                 |         |                 |          |
| 2015                   | 6        | 2               | 0     | 0               | -     | -               | -        | -               | 6       | 2               |          |
| Összesen               | 6        | 2               | 0     | 0               | -     | -               | -        | -               | 6       | 2               |          |
| Ferencváros            |          |                 |       |                 |       |                 |          |                 |         |                 |          |
| 2018–19                | 12       | 4               | 2     | 0               | -     | -               | -        | -               | 14      | 4               |          |
| 2019–20                | 30       | 8               | 1     | 0               | -     | -               | 14       | 4               | 45      | 12              |          |
| 2020–21                | 32       | 11              | 2     | 0               | -     | -               | 11       | 4               | 45      | 15              |          |
| 2021–22                | 28       | 9               | 3     | 1               | -     | -               | 12       | 2               | 43      | 12              |          |
| 2022–23                | 20       | 1               | 0     | 0               | -     | -               | 14       | 2               | 34      | 3               |          |
| 2023–24                | 7        | 1               | 1     | 0               | -     | -               | 4        | 0               | 12      | 1               |          |
| Összesen               | 129      | 34              | 9     | 1               | -     | -               | 55       | 12              | 193     | 47              |          |
| Karrier összesen       |          | 224             | 54    | 22              | 4     | -               | -        | 55              | 12      | 301             | 70       |